# چارلی کول (قایقران)
چارلی کول (انگلیسی: Charlie Cole؛ زادهٔ june ۲۱, ۱۹۸۶ (۳۸ سال)) ورزشکار روئینگ اهل ایالات متحده آمریکا است.
وی در مسابقات کشوری و بین‌المللی در مجموع برندهٔ ۱ مدال برنز شده‌است.